# ایست فارندون
ایست فارندون (به انگلیسی: East Farndon) یک روستا و محله مدنی در بریتانیا است که در Daventry واقع شده‌است. ایست فارندون ۳۰۷ نفر جمعیت دارد.